# Wapen van Wijchen

Het wapen van de gemeente Wijchen

Het wapen van Wijchen is sinds 15 juli 1818 in gebruik geweest bij de gemeente Batenburg. Wijchen zelf heeft tussen 20 juli 1816 en 28 maart 1984 een ander wapen in gebruik gehad.

## Geschiedenis
Het oudste bekende wapen van de gemeente Wijchen is het eerste door de Hoge Raad van Adel goedgekeurde wapen uit 1816. Er zijn geen zegels en dergelijke bekend van eerdere datum.
Het tweede wapen is afkomstig van de voormalige gemeente Batenburg, waar de oude gemeente Wijchen mee gefuseerd was. Batenburg heeft als enige plaats in de gemeente stadsrechten gekregen. Daarnaast is het wapen van Batenburg als enige wapen een historisch wapen.
In 2001 is er sprake van geweest om de huisstijl van de gemeente te veranderen, ook het gemeentewapen had dan aangepast moeten worden.

## Blazoen
De gemeente Wijchen heeft sinds het bestaan van de gemeente twee verschillende wapens gehad.

### Wapen uit 1816

Wapen van 1816

Het wapen verkregen op 20 juli 1816 had de volgende blazoenering:
Van lazuur beladen met een drift koeijen, staande op en terras, alles van goud.
Dit wapen is blauw van kleur met daarop een voorstelling bestaande uit twee gouden koeien op een gouden terras met rechts (voor de kijker links) van de koeien een gouden boom. Niet vermeld in de beschrijving is het aantal koeien van twee en de boom rechts op het terras. Het wapen werd tegelijk bevestigd met het wapen van Niftrik dat grote overeenkomsten toont.

### Wapen uit 1984
Het wapen uit 1984 is op 28 maart dat jaar toegekend. Het heeft de volgende blazoenering:
In keel een schuinkruis, vergezeld van 4 omgekeerde droogscheerderscharen, alles van goud. Het schild gedekt met een gouden kroon van 5 bladeren.
Het schild is rood van kleur, op het schild een diagonaal kruis met tussen de armen vier omgekeerde droogscheerderscharen, ook de scharen zijn goudkleurig. Het schild is gedekt door een kroon van vijf bladeren, dit is een zogenaamde markiezenkroon.
Het wapen is identiek aan het wapen van Batenburg, dat sinds de gemeentelijke herindeling van 1984 tot de gemeente Wijchen behoort.

## Verwante wapens

Het wapen van Gennep uit 1896
Het wapen van Van Imbyze van Batenburg
Het wapen van Niftrik